# У цара Тројана козје уши
У цара Тројана козје уши је народна легенда о цару са козјим ушима. Тројан је најсуровији, најохолији, најотуђенији и најмоћнији цар под небеским сводом. Због своје отуђености, цар има козје уши, а сваки берберин који га је шишао, а потом рекао да цар има козје уши, био је скраћен за главу. Само је истинско човекољубље учинило да цареве козје уши нестану. Прича је адаптација једне легенде о старогрчком краљу Миди. Први пут је објављена у Српским народним приповјеткама (1853) Вука Стефановића Караџића.

## У цара Тројана козје уши по Ршуму
Љубивоје Ршумовић је легенду о цару са козјим ушима, вратио у давно време римске империје, на просторе Горње Мезије, уз обалу Данубијуса. Сем проблема са козјим ушима и шишањем, цара мучи и цар Данубиуса, змај Бабакај, пророчица Кошава, Трачани, Дачани, Амазонке и његова жена Херенија. Наиме, радња прати стизање писам царице Хереније, цару Тројану, долазак његове деце, њихов сусрет са пастирима, љубав Фелисије и Вучихне, Феликса и Злате, препирке Тројана и цара Данубиуса, змаја Бабакаја, а све се завршава доласком царице, Тројановим препородом, нестанком козјих ушију и великим весељем у част Феликса и Злате и Фелисије и Вучихне.